# Iaia van Kyzikos

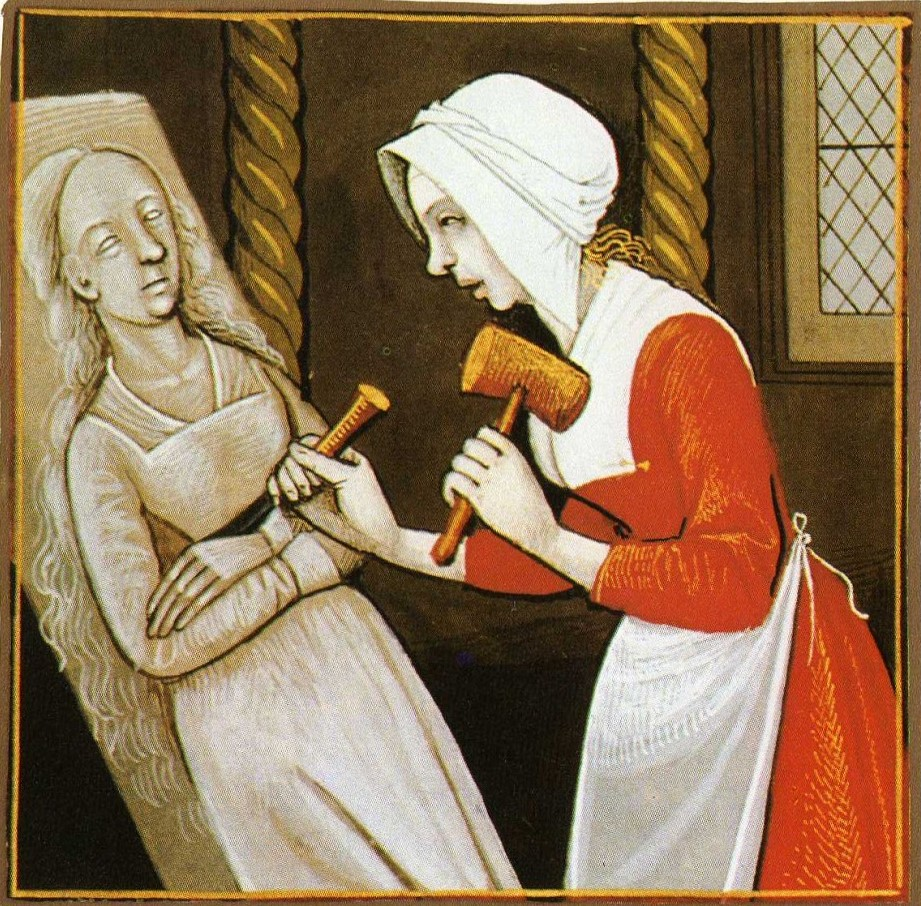
15e-eeuws miniatuur uit een Franse vertaling van De mulieribus claris: Marcia maakt een portret in ivoor.

Iaia van Kyzikos was een Griekse schilderes en ivoorsnijdster die tijdens Varro's jonge jaren in Rome leefde (rond 100 v.Chr.) en gespecialiseerd was in het maken van portretten.
De informatie over haar is afkomstig van Plinius de Oudere. Hij nam haar in 77 v.o.t. op in zijn Naturalis historia, waarin hij de paragraaf Pinxere et mulieres wijdde aan een zestal vrouwelijke schilders. Aan Iaia, die blijkbaar uit Kyzikos kwam, besteedde hij de meeste aandacht. Hij vertelt dat ze haar leven lang ongehuwd bleef en vooral vrouwen afbeeldde. Ze deed dit sneller dan wie ook en met zo'n vaardigheid dat haar werk hogere prijzen haalde dan dat van de beroemdste collega's. Van haar schilderijen is niets bewaard. We weten alleen dat ze in Napels een groot portret had hangen van een oude vrouw en dat ze zichzelf afbeeldde met behulp van een spiegel.
Dat laatste motief werd dikwijls overgenomen door de illustratoren van Boccaccio, die haar onder de naam Marcia opnam in De mulieribus claris ('Over beroemde vrouwen'). Ook Christine de Pisan schreef in Cité des Dames over deze Martia en roemde haar zelfportret: zo goed gelijkend, dat iedereen die haar zag, dacht dat ze leefde. Dit schilderij werd lange tijd heel zorgvuldig bewaard en aan kunstenaars getoond als een schat van grote waarde.

## Voetnoten
1. ↑  Naturalis historia, 35.40.147-148
2. ↑  La Cité des Dames, I.41.5085-5103